# Fernmeldeturm Nürnberg
Fernmeldeturm Nürnberg, ou Nuremberger Fernmeldeturm, foi construída em 1977 na cidade de Nuremberga, Alemanha. Tem 293 m (961 pés) e, até julho de 2019, é a 47.ª torre de estrutura independente mais alta do mundo.